# Доні-Вакуф

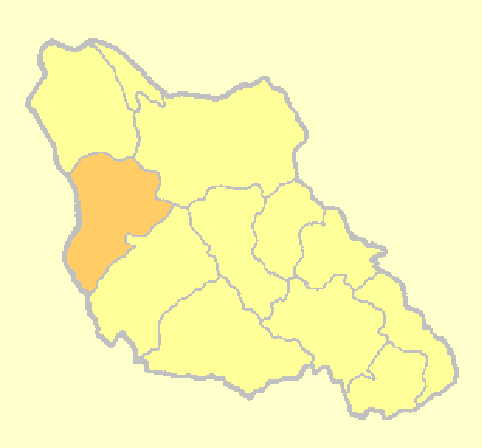
Доні-Вакуф на мапі Середньобоснійського кантону

Доні-Вакуф (серб. Доњи Вакуф) — місто, центр однойменної громади в центральній частині Боснії і Герцеговини. Розташований між громадами Яйце, Бугойно і Травник. Адміністративно є частиною Середньобоснійського кантону Федерації Боснії і Герцеговини. Колишня назва - Долне-Скопле.

## Населення

### 1961 рік
- Всього — 16,036 (100 %)
- Серби — 7,870 (49,08 %)
- Боснійці — 6,289 (39,22 %)
- Хорвати — 976 (6,09 %)
- Югослави — 850 (5,30 %)
- Інші — 51 (0,32 %)

### 1971 рік
- Всього — 20,393 (100 %)
- Боснійці — 10,528 (51,62 %)
- Серби — 8,767 (42,99 %)
- Хорвати — 924 (4,53 %)
- Югослави — 90 (0,44 %)
- Інші — 84 (0,42 %)

### 1981 рік
- Всього — 22,606 (100 %)
- Боснійці — 11,600 (51,31 %)
- Серби — 8,574 (37,93 %)
- Хорвати — 635 (2,81 %)
- Югослави — 1,592 (7,04 %)
- Інші — 266 (1,18 %)

### 1991 рік
- Всього — 24,232 (100 %)
- Боснійці — 13,393 (55,23 %)
- Серби — 9,375 (38,69 %)
- Хорвати — 686 (2,83 %)
- Югослави — 622 (2,57 %)
- Інші — 156 (0,64 %)

## Населені пункти громади
Бабин Поток, Бабино Село, Баріце, Благай, Брда, Брдо, Брезічані, Чехаічі, Чемаловічі, Далян, Добро Брдо, Догановці, Доліві, Доні-Расавці, Доні-Вакуф, Джуловічі, Факічі, Фоньге, Галешічі, Грабантічі, Гредіна, Гріч , Гувна, Хемич, Яблан, Еманлічі, Карич, Кеже, Комар, Коренічі, Кошчані, Ковачевич, Кріваче, Кутаня, Люша, Макітані, Ново Село, Оборці, Ораховляні, Петкович, Пілюжічі, Побрджані, Понявічі, Поткрай, Прібрача, Прісіка, Прусац, Расавці, Растічево, Рудіна, Руска Пілана, Санцак, Семін, Сілайцевіна, Слатіна, Соколина, Старо Село, Суходол, Султанович, Шахманов, Шатаре, Шехерцік, Шутковічі, Торлаковац, Урія, Владжевічі, Врбас і Врляй.
Після підписання Дейтонської угоди майже всі населені пункти увійшли до складу Федерації Боснії і Герцеговини. Тільки Люша став частиною Республіки Сербської.